# Lê Cát Trọng Lý
Lê Cát Trọng Lý (sinh 24 tháng 8 năm 1987 tại Đà Nẵng) là một ca sĩ kiêm nhạc sĩ và nhà sản xuất người Việt Nam. Là một trong những nghệ sĩ trình diễn được yêu thích nhất tại Việt Nam, Lê Cát Trọng Lý được coi là hình mẫu của nghệ sĩ độc lập, đặc trưng bởi phong cách du ca sử dụng nhiều nhạc cụ mộc, dàn nhạc và hợp xướng. Cô cũng được đánh giá cao khi thường xuyên mở rộng các chủ đề và góc nhìn, và là nghệ sĩ trẻ hiếm hoi thành công với văn hóa dân tộc, đặc biệt là dân tộc thiểu số không chỉ ở Việt Nam mà còn trên thế giới. 
Lê Cát Trọng Lý bỏ học tại Đại học Đà Nẵng để theo học Nhạc viện Thành phố Hồ Chí Minh. Không lâu sau, sáng tác "Chênh vênh" giành giải "Bài hát của năm" đồng thời giúp cô nhận giải thưởng "Nhạc sĩ trẻ triển vọng" tại chương trình Bài hát Việt 2008. Cũng trong thời gian này, cô giới thiệu nhiều ca khúc nhạc pop pha âm hưởng dân ca cũng rất thành công như "Là con gái thật tuyệt", "Thương", "Mùa yêu"... kết hợp các buổi trình diễn nhiều địa điểm tại Việt Nam. Khi chưa phát hành bất cứ album phòng thu nào, Lê Cát Trọng Lý đã trở thành nữ nghệ sĩ đầu tiên chiến thắng hạng mục "Nhạc sĩ của năm" tại Giải thưởng Âm nhạc Cống hiến lần thứ 6 (2010). 
Kể từ đó tới nay, kết hợp cùng nghệ sĩ cello Nguyễn Thanh Tú trong vai trò hòa âm phối khí, cô liên tục xen kẽ việc sản xuất album, du học, lưu diễn trong và ngoài nước. Lê Cát Trọng Lý ra mắt album đầu tay cùng tên vào đầu năm 2011. Album cùng liveshow xuyên Việt Vui tour giúp cô có các đề cử "Album của năm", "Chương trình của năm" và "Nghệ sĩ của năm" tại Giải Cống hiến lần thứ 7. Album phòng thu thứ hai mang tên Tuổi 25 nhận được sự đón nhận nồng nhiệt với những ca khúc mới như "Con đường lạ", "Tám chữ có", "Những người ôm giấc mơ"... tiếp tục nhận được đề cử "Album của năm" tại Giải Cống hiến.
Album phòng thu Những kẻ mộng mơ (2015) là tổng hợp những trải nghiệm cá nhân, đồng thời cũng là lần đầu tiên cô giới thiệu những sáng tác trên cơ sở điển tích dân gian và hành trình vòng quanh thế giới. Cũng trong năm 2015, cô lần đầu thử sức với nhạc phim qua các sáng tác cho Cuộc đời của Yến và Tấm Cám: Chuyện chưa kể, đều nhận giải "Nhạc phim xuất sắc" lần lượt tại Liên hoan phim Việt Nam và Giải Cánh diều. Album tiếp theo Không sao về bắt đầu (2017) tiếp tục là một sản phẩm gây tiếng vang lớn với các ca khúc "Này sao ơi", "Cao hơn vì sao", "Làm sao hết ngu bây giờ", đặc biệt là "Em đứng trên cánh đồng" và "Không sao về bắt đầu" giúp cô nhận đề cử "Album của năm" và "Nhạc sĩ của năm" tại Giải Cống hiến lần thứ 13. 
Sau thời gian dài lưu diễn và du học, năm 2020, Lê Cát Trọng Lý liên tiếp phát hành 2 album phòng thu Đừng mua nhà nhiều hơn mình cần và Hai người chẳng thấy nhau giàu tính triết học, bao gồm những chủ đề liên quan tới nhân sinh, lòng trắc ẩn, hoài niệm, sự trưởng thành, và cả những câu chuyện dân gian của nhiều dân tộc. Cuối năm 2021, cô giới thiệu album phòng thu tiếp theo Cây lặng, gió ngừng với cấu trúc âm nhạc cầu kỳ, chú trọng nhiều vào tính hòa âm. Đầu năm 2023, Lê Cát Trọng Lý tổ chức thành công loạt chương trình kỷ niệm 15 năm sự nghiệp sáng tác với 5 đêm diễn tại Hà Nội và 5 đêm diễn tại Thành phố Hồ Chí Minh.

## Cuộc đời và sự nghiệp
Lê Cát Trọng Lý sinh ra và lớn lên ở Đà Nẵng, trong một gia đình có ba là ca sĩ Lê Băng Thanh, mẹ là giáo viên dạy văn. Năm 2005, cô tốt nghiệp THPT Phan Châu Trinh, Đà Nẵng và thi đậu vào khoa tiếng Nga của Đại học Đà Nẵng. Năm 2006, đang là sinh viên, Lý bỏ ngang, rời Đà Nẵng vào Thành phố Hồ Chí Minh. Lý thi đậu vào Nhạc viện Thành phố Hồ Chí Minh, học viola ở khoa dây và bắt đầu sáng tác ca khúc.
Trong năm 2007, Lê Cát Trọng Lý đoạt giải ba trong cuộc thi "Hát cho niềm đam mê" do Nokia tổ chức. Năm 2008, sáng tác "Chênh vênh" của cô (phỏng theo truyền thuyết Tiên Dung - Chữ Đồng Tử) chiến thắng hàng loạt giải thưởng quan trọng tại cuộc thi Bài hát Việt do VTV3 tổ chức: "Bài hát của tháng 12", "Ca sĩ thể hiện ca khúc của tháng 12", đặc biệt là "Bài hát của năm" và "Nhạc sĩ trẻ triển vọng.
Năm 2009 cô được chọn hát trong chương trình của ca sĩ Francis Cabrel tại Hà Nội. Năm 2010, biểu diễn tại Trung tâm Văn hóa Pháp L’Espace, tạo được dư luận tốt với 3 đêm diễn liên tục cháy vé. Bên cạnh đó, Lý còn tham gia Festival Huế và tham gia lưu diễn văn hóa Việt Nam ơi tại Na Uy. Tại giải Cống hiến năm 2011, Lê Cát Trọng Lý đã thắng giải Nhạc sĩ của năm.
Ngày 20 tháng 1 năm 2011, cô phát hành album đầu tay mang tên mình. Cùng năm, Lý đã có chuyến lưu diễn xuyên Việt với chủ đề Lê Cát Trọng Lý - Vui Tour với thời gian gần 2 tháng và thu được những thành công nhất định, trong đó buổi diễn ở quê hương Đà Nẵng của cô đã cháy vé. Sau khi kết thúc lưu diễn, cô quyết định dành ra hai năm để học tập tại Hà Nội. Ngày 23 tháng 11 năm 2013, cô tái xuất ở quê nhà bằng đêm nhạc Mùa thu trong em. Tháng 8 năm 2015 Lý phát hành album mang tên Dreamer bao gồm ba đĩa liên tiếp với chủ đề Vui Tour, Live in Church và Những kẻ mộng mơ. Album như một cuốn tuyển tập nhật ký âm nhạc trong suốt 4 năm làm việc từ năm 2011 (Vui Tour) đến năm 2015 (Live in Church), âm thanh không qua xử lý để giữ nguyên những khoảnh khắc chia sẻ cùng khán giả.

## Phong cách nghệ thuật

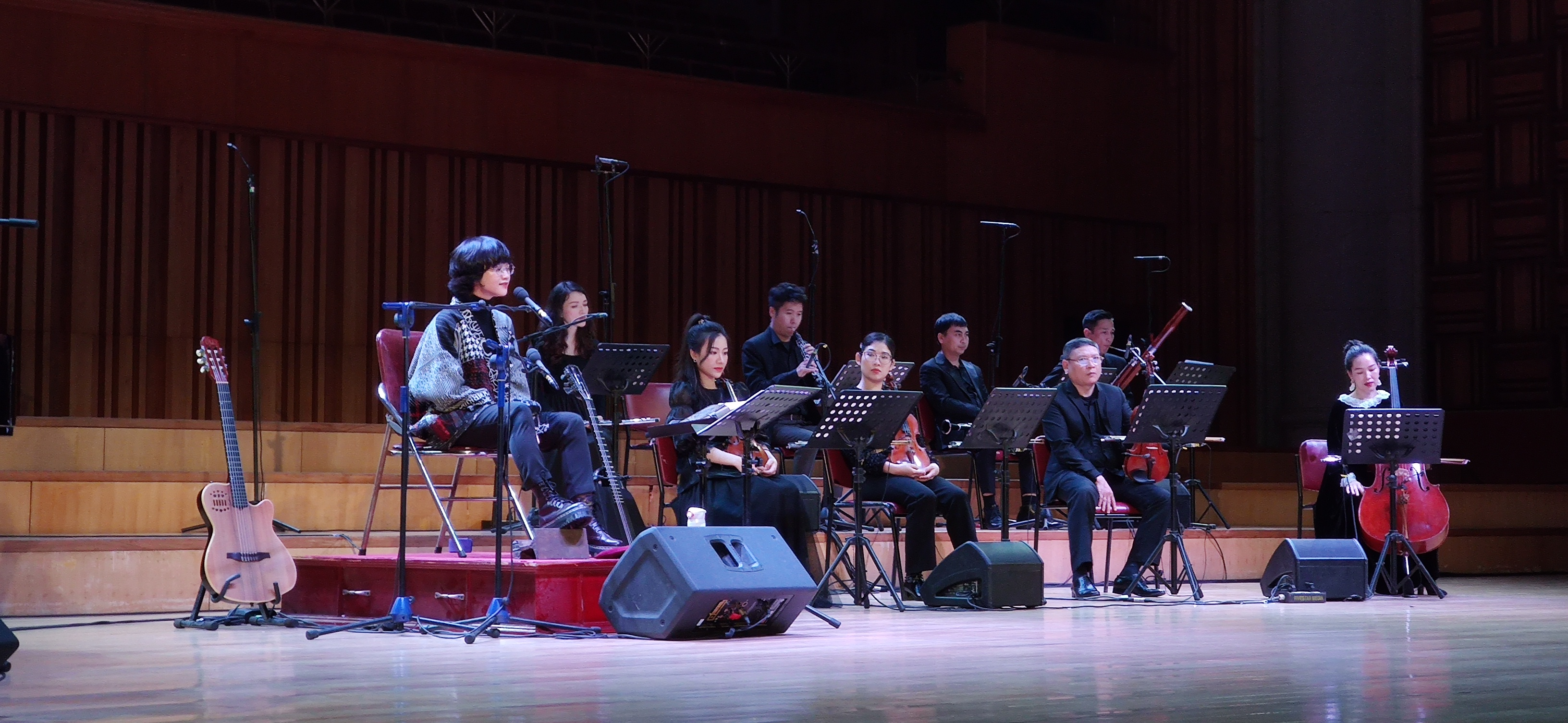
Lê Cát Trọng Lý trình diễn tại show kỷ niệm 15 năm sự nghiệp ca hát, tại Nhạc viện Hà Nội

Một số nhận định Lê Cát Trọng Lý chịu ảnh hưởng từ cố nhạc sĩ Trịnh Công Sơn. Tuy nhiên, cô cho rằng "không thích nghe nhạc Trịnh vì nó buồn quá" và giải thích rằng việc ảnh hưởng là từ trong tiềm thức "do từ ngày còn đi học, chị tôi hay hát nhạc Trịnh". Nguồn cảm hứng Lý chịu ảnh hưởng từ nhạc sĩ Phạm Duy và nhạc dân ca.

## Danh sách đĩa nhạc

### Album phòng thu
| Tựa đề                          | Thông tin |
| ------------------------------- | --- |
| Lê Cát Trọng Lý                 | - Phát hành: 20 tháng 1 năm 2011 - Hãng đĩa: Phương Nam, Dihavina - Định dạng: CD, LP, streaming, tải nhạc       |
| Tuổi 25                         | - Phát hành: 2013 - Hãng đĩa: Phương Nam, Dihavina - Định dạng: CD, LP, streaming, tải nhạc                      |
| Dreamer - Những kẻ mộng mơ      | - Phát hành: Tháng 6 năm 2015 - Hãng đĩa: Warner, Hãng Đĩa Thời Đại - Định dạng: CD, LP, streaming, tải nhạc     |
| Không sao về bắt đầu            | - Phát hành: 8 tháng 8 năm 2017 - Hãng đĩa: Warner, Hãng Đĩa Thời Đại - Định dạng: CD, LP, streaming, tải nhạc   |
| Đừng mua nhà nhiều hơn mình cần | - Phát hành: 22 tháng 2 năm 2020 - Hãng đĩa: Warner, Hãng Đĩa Thời Đại - Định dạng: CD, LP, streaming, tải nhạc  |
| Hai người chẳng thấy nhau       | - Phát hành: 1 tháng 3 năm 2020 - Hãng đĩa: Warner, Hãng Đĩa Thời Đại - Định dạng: CD, LP, streaming, tải nhạc   |
| Cây lặng, gió ngừng             | - Phát hành: 31 tháng 12 năm 2021 - Hãng đĩa: Warner, Hãng Đĩa Thời Đại - Định dạng: CD, LP, streaming, tải nhạc |
| May You Smile                   | - Phát hành: 2024 - Hãng đĩa: - Định dạng: CD                                                                    |

### Đĩa mở rộng
- Chẳng thể chia ra làm đôi (2018)

### Album trực tiếp
- Live in Church (2015)
- Dreamers Concert World Tour (Digital Release, Live Album, 2020)
- Có dừng được không? (2022)

### Album tuyển tập
The Spoken Piano - Những phím đàn biết nói (với Cao Thanh Lan, 2023)

### DVD
- Vui Tour (2012)
- Live in Church (2015)
- Khù khờ Tour Film

### Nhạc phim
- Đi qua bóng đêm & Tám chữ có (Cuộc đời của Yến, 2015)
- Ta hứa sẽ nhận ra (Tấm Cám: Chuyện chưa kể, 2015)

## Giải thưởng và đề cử
| Năm  | Giải thưởng             | Hạng mục                 | Đề cử cho                                      | Kết quả   | Nguồn  |
| ---- | ----------------------- | ------------------------ | ---------------------------------------------- | --------- | ------ |
| 2008 | Bài hát Việt            | Bài hát của năm          | "Chênh vênh"                                   | Đoạt giải | [ 5 ]  |
| 2008 | Bài hát Việt            | Nhạc sĩ trẻ triển vọng   | Lê Cát Trọng Lý                                | Đoạt giải | [ 5 ]  |
| 2011 | Cống hiến               | Nhạc sĩ của năm          | Lê Cát Trọng Lý                                | Đoạt giải | [ 8 ]  |
| 2011 | Album vàng 2010         | Album ấn tượng (tháng 4) | Lê Cát Trọng Lý                                | Đoạt giải | [ 12 ] |
| 2011 | Album vàng 2010         | Album ấn tượng của năm   | Lê Cát Trọng Lý                                | Đoạt giải | [ 13 ] |
| 2012 | Cống hiến               | Album của năm            | Lê Cát Trọng Lý                                | Đề cử     | [ 14 ] |
| 2012 | Cống hiến               | Chương trình của năm     | Vui Tour                                       | Đề cử     | [ 14 ] |
| 2012 | Cống hiến               | Nhạc sĩ của năm          | Lê Cát Trọng Lý                                | Đề cử     | [ 14 ] |
| 2013 | Cống hiến               | Album của năm            | Tuổi 25                                        | Đề cử     | [ 15 ] |
| 2015 | Liên hoan phim Việt Nam | Âm nhạc xuất sắc         | "Đi qua bóng đêm" – Nhạc phim Cuộc đời của Yến | Đoạt giải | [ 16 ] |
| 2016 | Giải Cánh diều 2015     | Âm nhạc xuất sắc         | nhạc phim Cuộc đời của Yến                     | Đoạt giải | [ 17 ] |
| 2018 | Cống hiến               | Album của năm            | Không sao về bắt đầu                           | Đề cử     |        |
| 2018 | Cống hiến               | Nhạc sĩ của năm          | Lê Cát Trọng Lý                                | Đề cử     |        |

## Thư viện

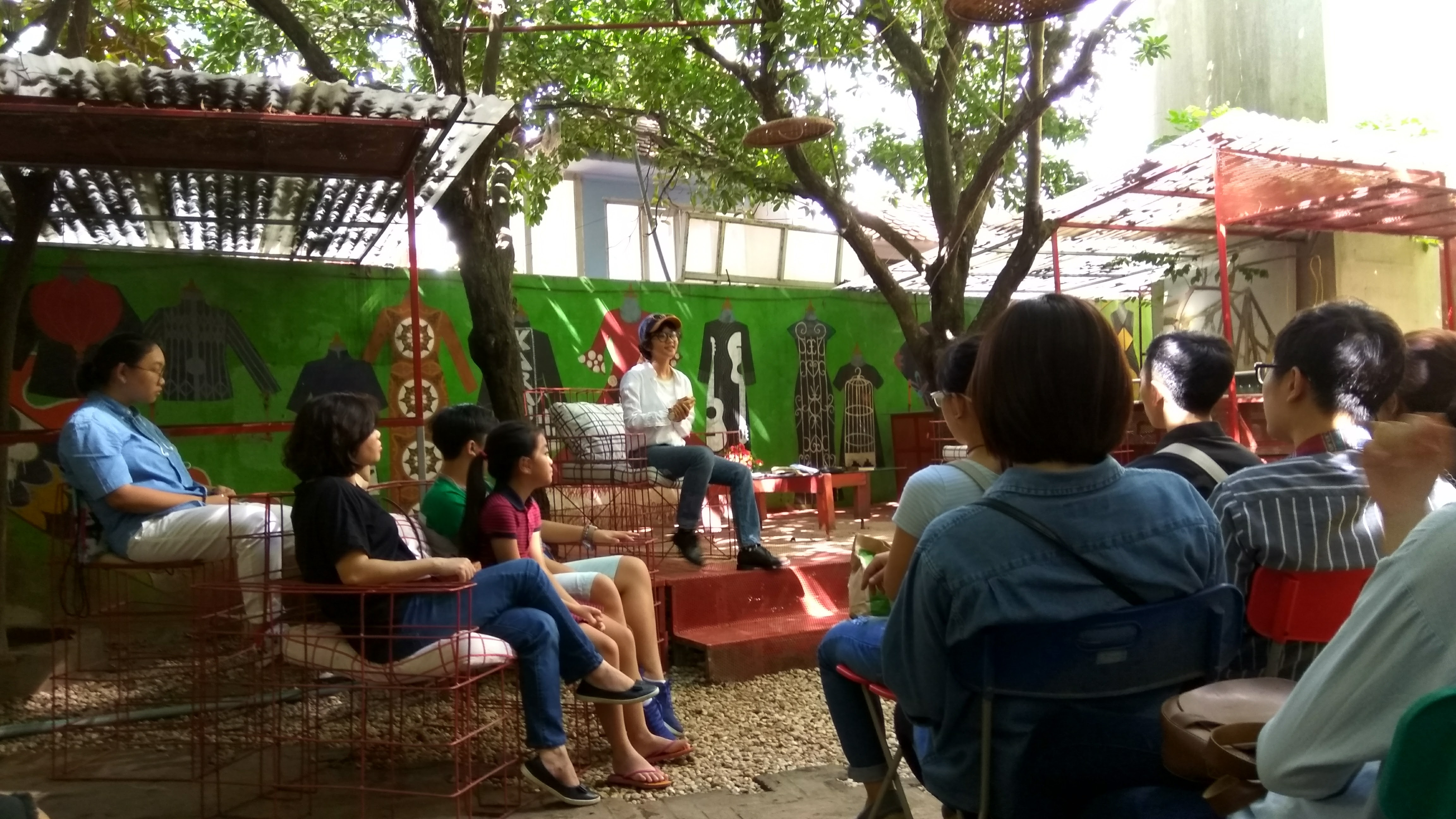
Lê Cát Trọng Lý ra mắt album Không sao về bắt đầu tại Chula Fashion House, tháng 8 năm 2017.
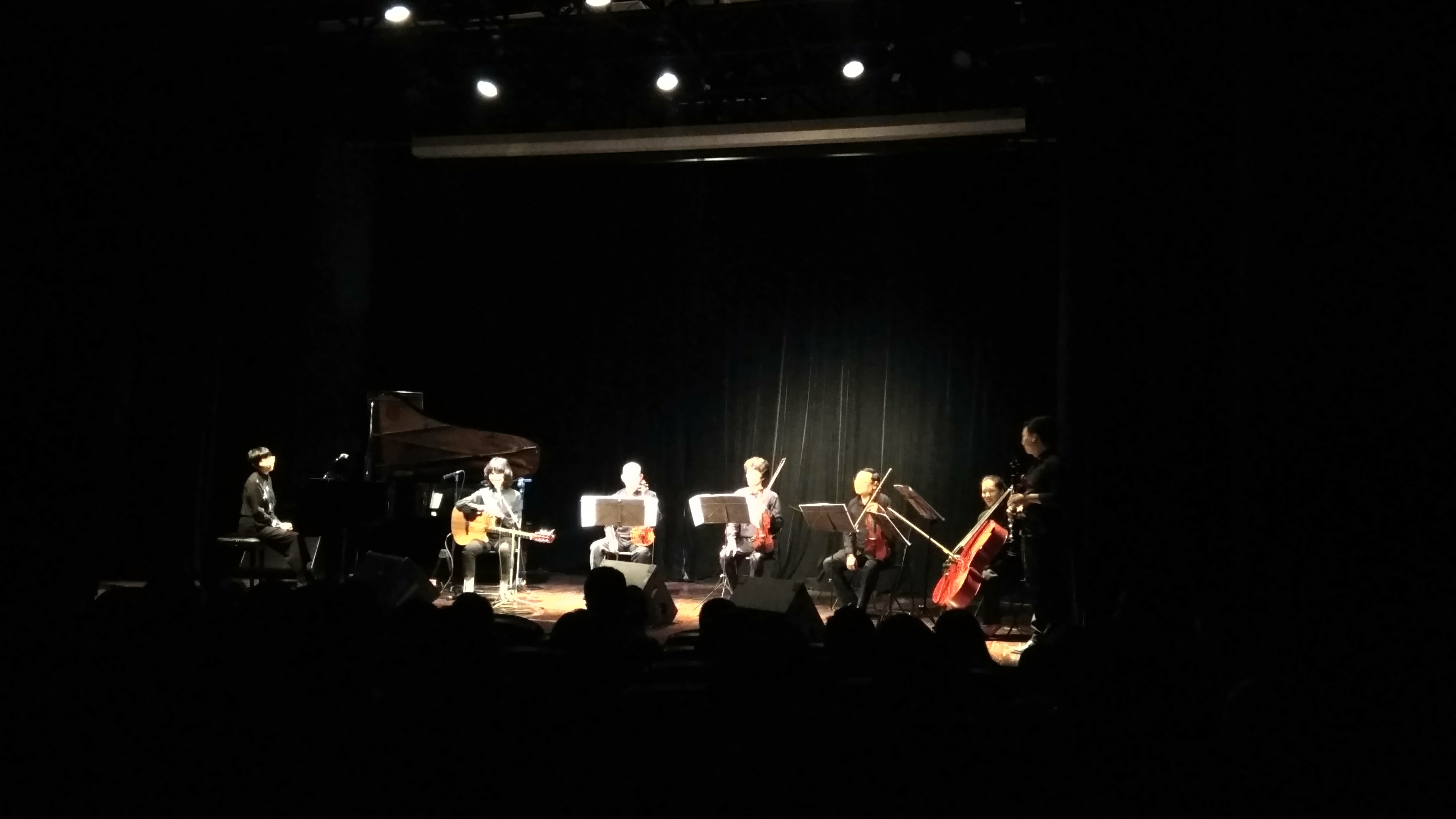
Lê Cát Trọng Lý cùng dàn nhạc, trình diễn concert "Dưới mưa dừng bước", tháng 3 năm 2018 tại Viện Pháp Hà Nội.
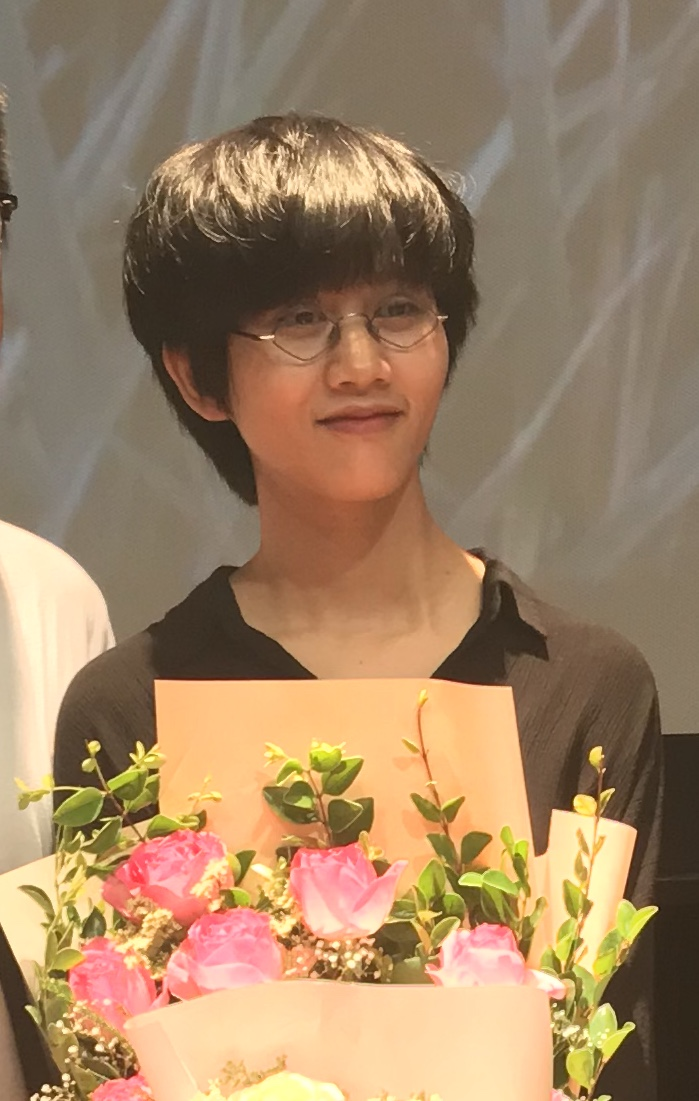
Lê Cát Trọng Lý năm 2018 tại Viện Pháp Hà Nội.
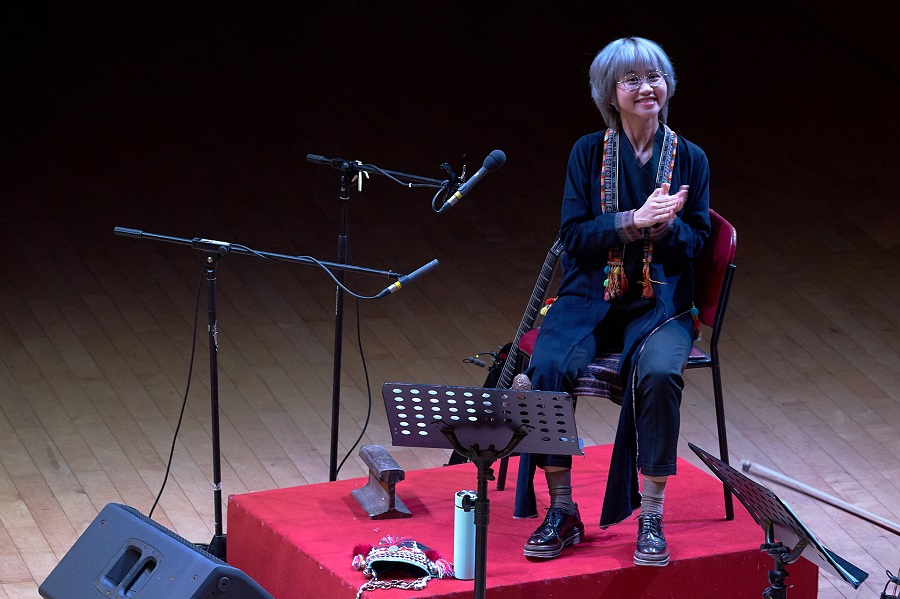
Lê Cát Trọng Lý tại show diễn "Chúng ta đang thở kìa", tháng 1 năm 2021 tại Nhạc viện Hà Nội.
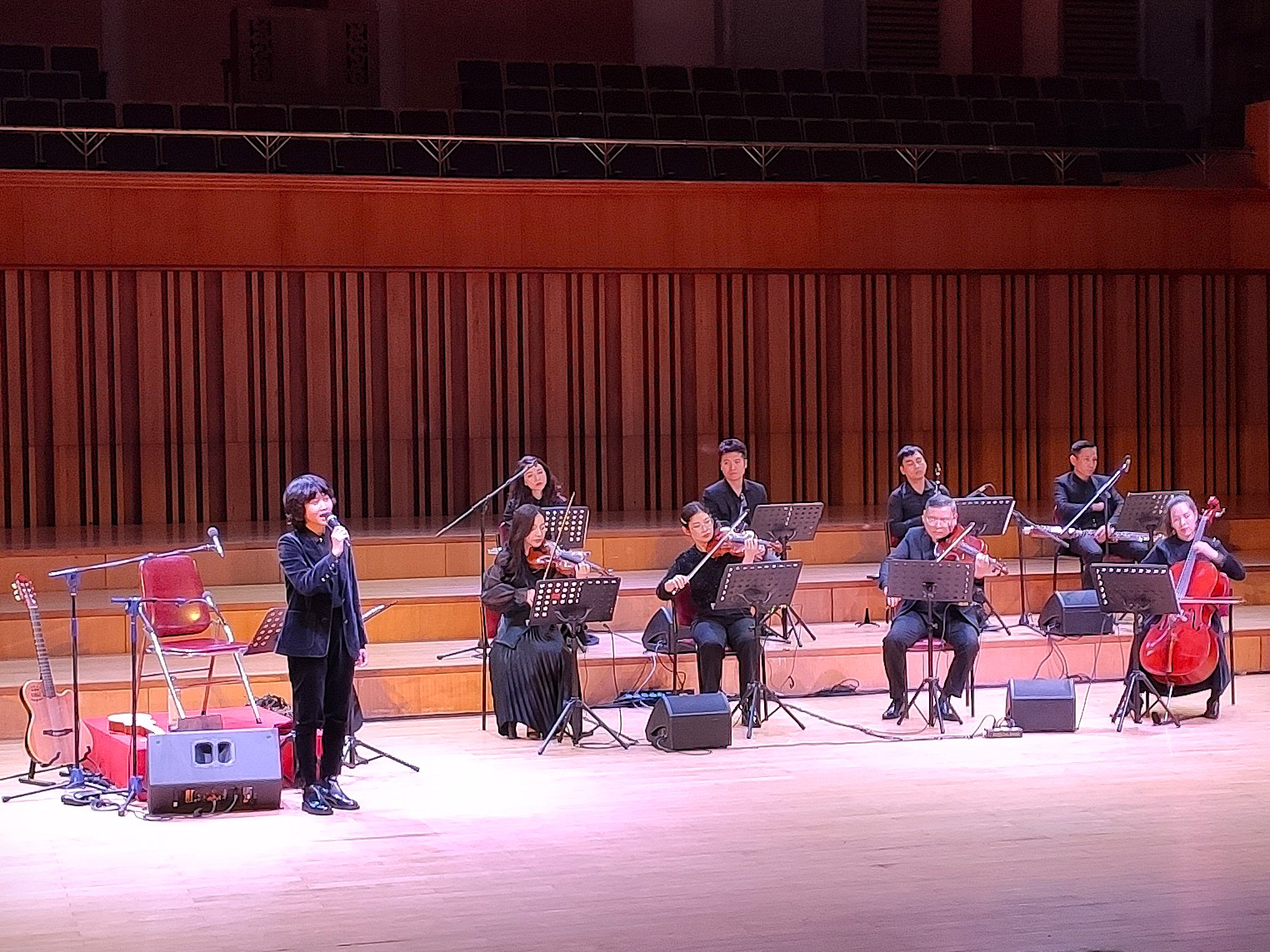
Lê Cát Trọng Lý trình diễn trong show diễn kỷ niệm 15 năm ca hát, năm 2023 tại Nhạc viện Hà Nội